# Mike Foster
Murphy James «Mike» Foster Jr. (Franklin, 11 de julio de 1930-ibídem, 4 de octubre de 2020) fue un empresario y político estadounidense miembro del Partido Demócrata que se desempeñó como gobernador de Luisiana de 1996 a 2004.

## Primeros años
Murphy James Foster Jr. nació en Franklin, la sede de condado de la parroquia de St. Mary. Su padre, también llamado Murphy J. Foster, era un plantador de azúcar del área y propietario de tierras de petróleo y gas natural; su madre, Olive Roberts (1904-1990), era descendiente de una familia prominente en Minden en la parroquia de Webster y Shreveport en la parroquia de Caddo en el noroeste de Luisiana. El bisabuelo materno de Foster, el capitán Alfred Goodwill (1830-1905), era nativo de Inglaterra y capitán del ejército confederado. Uno de los tres hijos del Capitán Goodwill y su segunda esposa Ida, fue Olive Goodwill (nacida alrededor de 1875). Se casó con Robert Roberts Jr., exalcalde de Farmerville en la parroquia de Unión y Minden, representante estatal de la parroquia de Webster, juez de un tribunal de distrito estatal y abogado de práctica privada en Shreveport. Su hija, Olive Roberts, se casó posteriormente con Murphy James Foster, hijo del gobernador Murphy J. Foster Sr. y padre del subsecuente gobernador Mike Foster. Uno de los primos de Foster, Jasper Goodwill, fue alcalde de Minden desde 1955 hasta 1958.
Foster asistió a la escuela secundaria en Franklin, en 1952 se graduó de la Universidad Estatal de Luisiana en Baton Rouge con una bachiller universitario en ciencias en química, y al Centro de Derecho de la Universidad del Sur con un Juris doctor en 2004, el año en que dejó la gobernación. Se convirtió en un Eagle Scout en los Boy Scouts de América en 1946 y recibió el premio «Distinguished Eagle Scout Award». Fue miembro de la fraternidad Delta Kappa Epsilon y The Friars. Se unió a la Fuerza Aérea de los Estados Unidos y sirvió en la Guerra de Corea. Su abuelo paterno, Murphy J. Foster Sr., fue gobernador de Luisiana desde 1892 hasta 1900 y posteriormente fue senador de los Estados Unidos desde 1900 hasta 1913. Cuando Mike Foster entró en política, ya se había convertido en un rico plantador de azúcar y propietario de una empresa de construcción. Residía en Oaklawn Manor, una mansión de plantación anterior a la guerra en Franklin.[cita requerida]
Foster entró en la política a la edad de 57 años. En 1987, el entonces demócrata Foster derrocó por un amplio margen al senador estatal demócrata liberal Anthony Guarisco Jr. de Morgan City. Se dijo que Foster se postuló para el senado estatal porque Guarisco no devolvía sus llamadas telefónicas. Guarisco fue un partidario vocal de la extinta Enmienda de Igualdad de Derechos. Foster sirvió dos mandatos en el senado estatal y luego se postuló para gobernador.[cita requerida]

## Elección de gobernador de Luisiana de 1995
Foster ingresó a la contienda para la gobernación de Luisiana de 1995 como un candidato menor que la mayoría de los observadores políticos locales descartaron. Luego, en septiembre de 1995, Foster anunció que calificaría para la carrera como republicano. Los republicanos no se habían unido a un candidato, y el anuncio de Foster de que cambiaría de partido lo llevó de un solo dígito en las encuestas a una contención seria. Foster montó una ola de descontento popular con los aspectos más desagradables del juego de casino que habían sido legalizados bajo el gobernador saliente Edwin Edwards. Foster se pronunció firmemente en contra del juego y se comprometió a administrar Luisiana como una empresa. Su plataforma conservadora incluyó ataques al abuso de la asistencia social, el control de armas, la discriminación positiva, las cuotas raciales y la corrupción política.
Llevaba el respaldo del columnista y excandidato presidencial republicano Pat Buchanan.
Foster superó a dos candidatos más conocidos para un escaño en la segunda vuelta electoral con el entonces representante de los EE. UU., Cleo Fields del 4.º distrito congresional de Luisiana, un prominente político demócrata afroestadounidense. La futura senadora estadounidense Mary Landrieu quedó en tercer lugar y se perdió un puesto en el balotaje por solo 8,983 votos (0,6 por ciento del total de votos emitidos). El exgobernador Buddy Roemer, que buscaba un regreso a la gobernación, quedó en cuarto lugar. La aceptación de Foster de la etiqueta republicana y su plataforma conservadora socavó a Roemer, otro demócrata convertido en republicano.[cita requerida]
Con reminiscencias de la toma de posesión de su abuelo prácticamente un siglo antes, la ceremonia de toma de posesión de Mike Foster el 8 de enero de 1996 tuvo lugar en el antiguo capitolio estatal. Siempre un hombre de pocas palabras, Foster comentó brevemente sobre la historicidad de la ocasión e hizo declaraciones cordiales sobre el gobernador saliente de cuatro mandatos, Edwin Edwards, quien estuvo presente.[cita requerida]
Foster derrotó a candidatos demócratas afroestadounidenses en sus dos campañas para gobernador: Cleo Fields en 1995 y el congresista Bill Jefferson del 2.º distrito congresional de Luisiana en 1999. Derrotó a Jefferson de forma aplastante, evitando una segunda vuelta con el 64 por ciento de los votos. Su segunda toma de posesión tuvo lugar el 10 de enero de 2000.[cita requerida]

## Carrera como gobernador

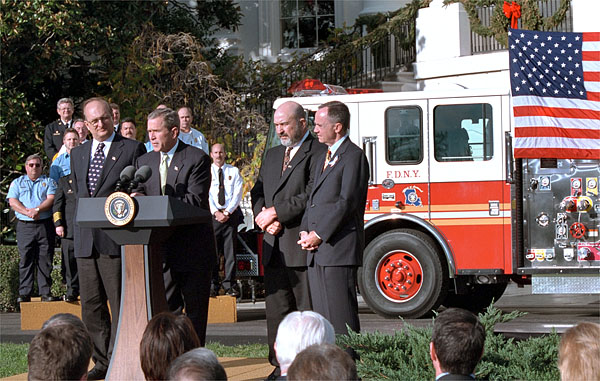
Foster observa mientras el presidente George W. Bush habla durante una ceremonia celebrada para honrar el regalo de un nuevo camión de bomberos para Nueva York (2001).

Se consideraba que Foster había favorecido los negocios en mayor medida que los gobernadores anteriores. Contrató al secretario de desarrollo económico, el ex legislador Kevin P. Reilly Sr. de Baton Rouge y al exdirector ejecutivo de Lamar Advertising Company de Baton Rouge. Terminó la acción afirmativa estatal y los programas de reserva, lo que le valió el apoyo de la comunidad empresarial pero provocó protestas de grupos de derechos civiles. Foster también apuntó a la reforma de responsabilidad civil y puso fin a la práctica por la cual los abogados litigantes podían reclamar daños punitivos a las empresas. Durante la mayor parte de su mandato, Foster mantuvo estrechas relaciones con el grupo estatal del grupo de presión pro-empresarial Louisiana Association of Business and Industry (LABI), aunque hubo tensiones de corta duración en 2000 por el intento de Foster de aumentar los impuestos comerciales en un esfuerzo por asegurar fondos para educación más alta. Al final de su segundo mandato, Foster estaba recibiendo críticas por su renuencia a realizar viajes de negocios para atraer negocios y empleos a Luisiana, y por inscribirse en clases de derecho a tiempo parcial mientras aún estaba en el cargo. También nombró a Bobby Jindal, de 24 años, luego gobernador republicano durante dos mandatos, como jefe del Departamento de Salud y Hospitales de Luisiana.[cita requerida]
Como su consejero ejecutivo, Foster nombró al demócrata Cheney Joseph Jr. (1942-2015), miembro de la facultad de la Facultad de Derecho de LSU y ex fiscal de distrito de la parroquia de East Baton Rouge.
Foster nombró al exrepresentante estatal Terry W. Gee de Nueva Orleans como director ejecutivo de la Autoridad Portuaria Offshore de Louisiana, o LOOP. Gee permaneció en el cargo durante toda la administración de Foster y trabajó para garantizar la seguridad portuaria ante la amenaza del terrorismo. Foster nombró al reformador de la educación y abogado Paul Pastorek para la Junta de Educación Primaria y Secundaria de Luisiana; Pastorek fue a partir de entonces desde 2007 hasta 2011 el superintendente de educación del estado. En 2000, Foster nombró a Terry Landry, un veterano oficial afroamericano, superintendente de la Policía Estatal de Luisiana. En 2012, Landry fue elegido miembro de la Cámara de Representantes de Luisiana para las parroquias de Lafayette, Iberia y St. Martin.[cita requerida]
Foster nombró al exrepresentante estatal demócrata Randy Roach para encabezar un grupo de trabajo sobre infraestructura de transporte y desarrollo económico. A partir de entonces, Roach fue elegido alcalde de Lake Charles. En 1996, Foster nombró a Bo Ackal, un representante estatal de Nueva Iberia como su asistente en presupuestación e impuestos.
Foster trabajó para reorganizar el sistema de colegios comunitarios del estado mediante la creación del Sistema de Colegios Técnicos y Comunitarios de Luisiana, y amplió el Programa de Oportunidades de Matrícula para Estudiantes (TOPS), una creación del petrolero de Nueva Orleans Patrick F. Taylor, para que los estudiantes fueran elegibles basado en el mérito, más que en los ingresos. En la sesión legislativa de 2002, Foster le dio crédito al Representante de primer año Tom Capella de la parroquia de Jefferson, ahora asesor parroquial, por haber salvado a TOPS del recorte presupuestario. Foster instituyó pruebas estandarizadas obligatorias para el avance de grado en una medida descrita por su administración como un esfuerzo para hacer que las escuelas públicas sean más responsables. Hizo que el aumento de los salarios de los maestros fuera una prioridad importante, y en un momento prometió dejar de cobrar sus cheques de pago hasta que los salarios de los maestros alcanzaran el promedio del sur. Andy Kopplin se desempeñó como jefe de gabinete del gobernador Foster.[cita requerida]
Retuvo al agente político a largo plazo Aubrey W. Young, originalmente ayudante de campo del gobernador John J. McKeithen, como consejero de drogas y alcohol en el Departamento de Salud y Hospitales.
En 1997, Foster nombró al exdirector de presupuesto estatal Ralph Perlman como secretario de la Junta de Control de Juegos de Luisiana, cargo que Perlman ocupó durante cinco años cuando tenía ochenta años.
Los dos portavoces de la Cámara bajo la administración de Foster fueron el demócrata (luego republicano) Hunt Downer de la parroquia de Terrebonne y Charles W. DeWitt Jr., un demócrata de la parroquia de Rapides. En Luisiana, el gobernador prácticamente elige personalmente al portavoz a pesar de la separación de poderes. Foster también se basó en gran medida en el representante estatal republicano Chuck McMains de Baton Rouge como líder legislativo de la administración. Nombró al Representante Republicano Garey Forster de Nueva Orleans como su secretario de trabajo estatal.[cita requerida]
Foster, conocido por acostarse temprano, se las arregló para adaptarse a las clases nocturnas que tomó mientras era gobernador del Centro de Derecho de la Universidad del Sur. Foster, un ávido entusiasta del motociclismo, presentó una iniciativa mientras era gobernador para eliminar un mandato legal que requería que los motociclistas usaran cascos cuando circulaban por las carreteras. Esta iniciativa fue luego revocada por su sucesora, la gobernadora demócrata Kathleen Blanco. En 2000, Foster fue el presidente de la campaña de Luisiana para la candidatura Bush-Cheney. [cita requerida]
A pesar de haberse ejecutado en una plataforma anti-juegos de azar, en la oficina Foster se convirtió en un partidario silencioso de la industria del juego. Su defensa de un proyecto de ley de rescate para el casino Harrah's en Nueva Orleans ayudó a garantizar la aprobación de la medida. Antes de dejar el cargo, Foster se peleó con el representante republicano David Vitter por la expansión del juego en las reservas indias. La disputa no impidió que Vitter ganara el escaño en el senado estadounidense de Luisiana que dejó vacante el demócrata John Breaux en 2004.[cita requerida]

### Programa Cuenca Atchafalaya
En noviembre de 1996, el Cuerpo de Ingenieros del Ejército de los Estados Unidos solicitó que Foster nombrara una agencia líder para coordinar la participación estatal en el proyecto de la cuenca del río Atchafalaya. Foster eligió al Departamento de Recursos Naturales de Luisiana como agencia principal. Sandra Thompson, una administradora estatal de gran prestigio de la década de 1970, fue llamada nuevamente al gobierno estatal para encabezar el proyecto, una posición importante en la preservación del medio ambiente. El proyecto abarca un millón de acres (4.000 km²) y 140 millas (225,3 km) de pantanos. En diciembre de 1996, se creó el Comité Asesor de la Cuenca de Atchafalaya, se designaron los miembros y se inició la planificación que dio como resultado el Plan Maestro de la Cuenca de Atchafalaya, según lo autorizado por el Congreso de los Estados Unidos. Un resultado de este plan fue la creación del Área de Manejo de Vida Silvestre del Complejo Sherburne. (Sección 4.41-B) que incluye la asociación del Servicio de Pesca y Vida Silvestre de los Estados Unidos, el Departamento de Vida Silvestre y Pesca de Luisiana (LDWF) y el Cuerpo de Ingenieros del Ejército de los EE. UU. El área consta de 44 000 acres (178,1 km²) y es administrado por el Departamento de Vida Silvestre y Pesca de Luisiana.[cita requerida]

### Mike Foster y David Duke
En su campaña de 1995, Foster pagó más de 150.000 dólares por la lista de correo de partidarios del exmiembro del Ku Klux Klan David Duke. Después de no informar la compra como gasto de campaña, Foster se convirtió en el primer gobernador de Luisiana en admitir y pagar una multa por una violación del código de ética del estado. Foster insistió en que no necesitaba informar el gasto porque le pagó a Duke con sus fondos personales y no utilizó la lista en su campaña, Duke también respaldó a Foster en la campaña de 1995.
Inicialmente, Foster pareció favorecer que la candidatura de Duke al escaño del Senado fuera dejada vacante en 1996 por J. Bennett Johnston, pero bajo la presión del Partido Republicano, no apoyó oficialmente a Duke. En cambio, la elección de consenso republicano para el senado fue el veterano representante estatal Woody Jenkins de Baton Rouge. Jenkins fue derrotado por la candidata favorecida por Johnston, Mary Landrieu.[cita requerida]

## Carrera post gobernador
Cuando se jubiló, Foster vivió con su esposa Alice C. Foster (nacida en 1940), con quien estuvo casado durante más de 50 años, en la finca familiar cerca de Franklin. Participa activamente en la Sunshine Foundation en Baton Rouge, que busca mejorar la autoestima entre los jóvenes de las escuelas públicas de Luisiana. En 2003, Foster fue incluido en el Museo Político de Luisiana y en el Salón de la Fama de Winnfield. [cita requerida]
En 2013, el estado acordó financiar $2 millones para renovar parte del Ayuntamiento de Franklin para proporcionar alojamiento a los documentos de Foster. El 28 de septiembre de 2020, los informes de noticias confirmaron que Foster ingresó al cuidado de hospicio. Después de pasar una semana en cuidados paliativos, falleció el 4 de octubre de 2020 a los noventa años.

## Historial electoral

### Elecciones estatales de 1987
- Elecciones estatales de 1987, para el distrito electoral local 21 de Luisiana[22]

|  | 64,01 % |

|  | 35,99 % |

### Elecciones estatales de 1991
- Elecciones estatales de 1991, para el distrito electoral local 21 de Luisiana[23]

|  | 85,49 % |

|  | 14,51 % |

### Elecciones estatales de 1995
- Elección de gobernador de Luisiana de 1995, Primera vuelta.[24]

|  | 26,10 % |

|  | 19,03 % |

|  | 18,43 % |

|  | 17,84 % |

|  | 9,03 % |

|  | 4,83 % |

|  | 1,87 % |

|  | 1,13 % |

|  | 0,39 % |

|  | 0,34 % |

|  | 0,29 % |

|  | 0,21 % |

|  | 0,16 % |

|  | 0,13 % |

- Elección de gobernador de Luisiana de 1995, Segunda vuelta.[25]

|  | 63,50 % |

|  | 36,50 % |

### Elecciones estatales de 1999
- Elección de gobernador de Luisiana de 1999.[26]

|  | 62,17 % |

|  | 29,53 % |

|  | 2,74 % |

|  | 1,81 % |

|  | 0,96 % |

|  | 0,69 % |

|  | 0,59 % |

|  | 0,58 % |

|  | 0,42 % |

|  | 0,42 % |

|  | 0,23 % |